# Església de Sant Miquel Arcàngel (l'Alcúdia de Veo)
L'església de sant Miquel Arcàngel és un temple catòlic a la localitat de l'Alcúdia de Veo, a la comarca de la Plana Baixa i en ple cor de la serra d'Espadà. Està integrat a l'Arxiprestat de la Mare de Déu de l'Esperança, dins del bisbat de Sogorb-Castelló. És cap de parròquia i té com a annexes les esglésies de Veo i de Benitandús.
La seua construcció es va iniciar al segle xvii, en ser expulsats els moriscos del Regne de València i repoblar cristians la localitat. Els nous pobladors reformaren l'antiga mesquita, consagrada com església des de l'evangelització forçada dels sarraïns a mitjan segle xvi, i la destinaren a casa Abadia, tot edificant un nou temple parroquial.
Les obres acabaren abans de 1748, doncs el 23 de març d'aquell any un terratrèmol sacsejà el País Valencià i feu que s'ensorrara tot el poble de l'Alcúdia de Veo, llevat de la torre campanar, que no va caure fins al dia 2 d'abril.
L'agost de 1936 les imatges, retaules, aixovar i ornaments del temple foren cremats, durant els primers dies de la Guerra Civil espanyola.

## Arquitectura
L'església de sant Miquel és un temple de reduïdes dimensions i d'estil barroc desornamentat. Presenta una sola nau rectangular amb sostre de volta i amb un llunet a cada tram. A banda i banda d'aquesta, oberts per arcs de mig punt, s'hi ubiquen diversos altars laterals. Als peus del temple hi és el cor.
L'altar major és d'inspiració neoclàssica i està parcialment encastat a la paret del temple. El presideix la imatge del titular, sant Miquel Arcàngel, flanquejada per les de sant Francesc Xavier i sant Pere Màrtir. Al remat de l'altar s'hi llegeix JHS.
La façana és de pedra i està decorada amb una portalada del mateix material al remat de la qual hi ha una finestra. Al mateix temps, la portalada emmarca una porta de fusta rectangular.
La torre campanar està adossada a la façana del temple i es divideix en dos cossos. Tot i que té finestres per a quatre campanes, en l'actualitat només hi han tres:
- Maria Concepció. Peça realitzada el 1955 a València a partir de dues campanes anteriors del segle xviii, sent-ne almenys una d'ella de l'any 1701.
- Santa Bàrbara. Peça de l'any 1737.
- Miguela. Peça realitzada el 1955 a València a partir d'una campana de l'any 1867.